# Sajevec
Sajevec je gručasta vas, zleknjena na rahlo vzpetem dolomitnem hrbtu v zahodnem delu ribniškega polja, na desnem bregu potoka Sajevca. Spada v občino Ribnica. Jedro vasi je nekoliko odmaknjeno od ceste Ribnica - Jurjevica, ob kateri so Mali Sajevec in novejše hiše.
Na sredi vasi se nahaja kapelica posvečena devici Mariji. Kapela je bila v letu 1995 v celoti podrta in na novo pozidana.
Na vzpetini kilometer jugozahodno nad vasjo stoji baročna cerkev sv. Frančiška Ksaverja iz 18. stoletja.
V vasi je več izdelovalcev suhe robe. Večinoma izdelujejo kuhalnice, valjarje, posode za kruh in podobne izdelke. Franc Jaklič, posodar ali pintar, ima v vasi delavnico odprtih vrat, kjer lahko obiskovalci vidijo vse tradicionalne postopke od »doge« pa do posode. Registrirano ima tudi domačo in umetnostno obrt. Za svoj ustvarjalni opus je prejel nagrado Obrtne zbornice Slovenije Zlata vitica.
Kraj se prvič omenja leta 1332 z imenom Sajasti Potok (nem. Ruzbach).